# Lensfun
Lensfun — программная библиотека и база данных с техническими характеристиками и особенностями фотообъективов. Предназначена для использования в различных графических программах, которые, на основании данных EXIF фотоснимка, получают информацию о фотоаппарате и используемом объективе, и выбирают соответствующую данным Lensfun коррекцию искажений объектива на фото.

## История
Идея о необходимости создания такой программы как Lensfun, родилась у Андрея Заболотного на конференции Libre Graphics Meeting, посвящённой свободному графическому программному обеспечению.
Бо́льшая часть базы данных с особенностями объективов была заимствована из похожего, в настоящее время проприетарного проекта PTLens. До февраля 2006 года база данных PTLens хранилась в формате XML и её открытая версия 2006 года по прежнему легально доступна с SourceForge сайта Hugin.

## Особенности
Данные об объективах содержатся в формате XML.

## Корректируемые искажения
- Дисторсия.
- Хроматическая аберрация.
- Виньетирование.
- Дефекты цветопередачи — цветокоррекция.

## Использующие Lensfun программы
- Hugin — с версии 2012.0.0 от 5 ноября 2012 года[6].
- UFRaw[7] — с версии 0.14 от 16 октября 2008 года[8].
- digiKam.
- darktable[9].
- Rawstudio.
- Плагин GimpLensfun для графического редактора GIMP[10].
- RawTherapee[11]